# Mario Baratta
Mario Baratta (Voghera, 13 agosto 1868 – Casteggio, 4 settembre 1935) è stato un geografo italiano.
Tra i suoi molteplici interessi spicca in particolare la sismologia storica, disciplina di cui è considerato il fondatore.

## La vita
Studiò scienze naturali a Torino e a Pavia, ove, sotto la guida di Torquato Taramelli, si laureò nel 1890. Dallo studio fisico dei fenomeni sismici il suo interesse si spostò, fin dai primi anni, allo studio storico dei terremoti. Pubblicò nel Bollettino della Società Geologica (nel 1890, nell'anno stesso della laurea) gli Appunti storici sulle teorie sismico-chimiche e la Contribuzione alla teorie dei terremoti.
Tra il 1891 e il 1896 fu a Roma in qualità di assistente presso l'Ufficio Centrale di Meteorologia e Geodinamica, ma successivamente preferì ritornare a Voghera, dedicandosi, più che allo studio sul campo, al più casalingo ma, nel suo caso, assai più produttivo, studio storico dei fenomeni naturali. Questa specializzazione, praticamente da lui creata, unita al suo rigore scientifico, gli diedero in breve grande fama.
Dal 1903 fu professore di Geografia Fisica presso l'Università degli Studi di Pavia, nella quale dal 1915 alla morte fu ordinario di Geografia, e dal 1922 anche preside della Facoltà di Lettere. Collaborò con l'Istituto Geografico De Agostini di Novara per la diffusione della cultura geografica in Italia attraverso la rivista La geografia, di cui fu direttore e nella quale vennero pubblicati i contributi di Luigi Visintin sulla nuova impostazione da dare alla cartografia italiana. Anche durante il periodo fascista (movimento politico cui il Baratta aveva fin dall'inizio aderito con entusiasmo, credendo di trovarvi la prosecuzione degli ideali mazziniani tra cui era cresciuto) fu il punto di riferimento della vita culturale locale di Pavia, dove nel 1923 fu anche Presidente del Consiglio provinciale.
Stabilitosi in una villa sulle colline di Casteggio, paese alle cui antichità dedicò un saggio (Clastidium, 1932) che testimonia l'ulteriore spostamento dei suoi interessi verso gli studi di geografia storica e di storia, vi si spense prematuramente nel 1935.

## Le opere
L'opera I terremoti d'Italia (Fratelli Bocca Editori, Torino, 1901), che ebbe il giovane Baratta come maggior contributore, contiene la descrizione più dettagliata possibile di ben 1364 terremoti avvenuti in Italia nei duemila anni precedenti. Nello stesso anno il Baratta pubblicò la Carta sismica d'Italia (la seconda edizione del 1935 fu da lui diretta poco prima della morte), che doveva essere nella sua intenzione il primo tassello di un atlante sismico del globo. Fu sempre lui a dare la più minuziosa descrizione, pochi anni dopo, della catastrofe sismica che distrusse nel 1908 Messina e Reggio Calabria.

La sua predilezione per la geografia storica lo portò anche a studiare le implicazioni cartografiche, geografiche e geologiche dell'opera di Leonardo da Vinci, su cui scrisse numerosi saggi; ed estese questo interesse ad altri autori e cartografi antichi. Questi studi gli permisero altresì di ricostruire l'aspetto antico di diversi territori (importanti contributi diede in particolare per la zona del Delta del Po).

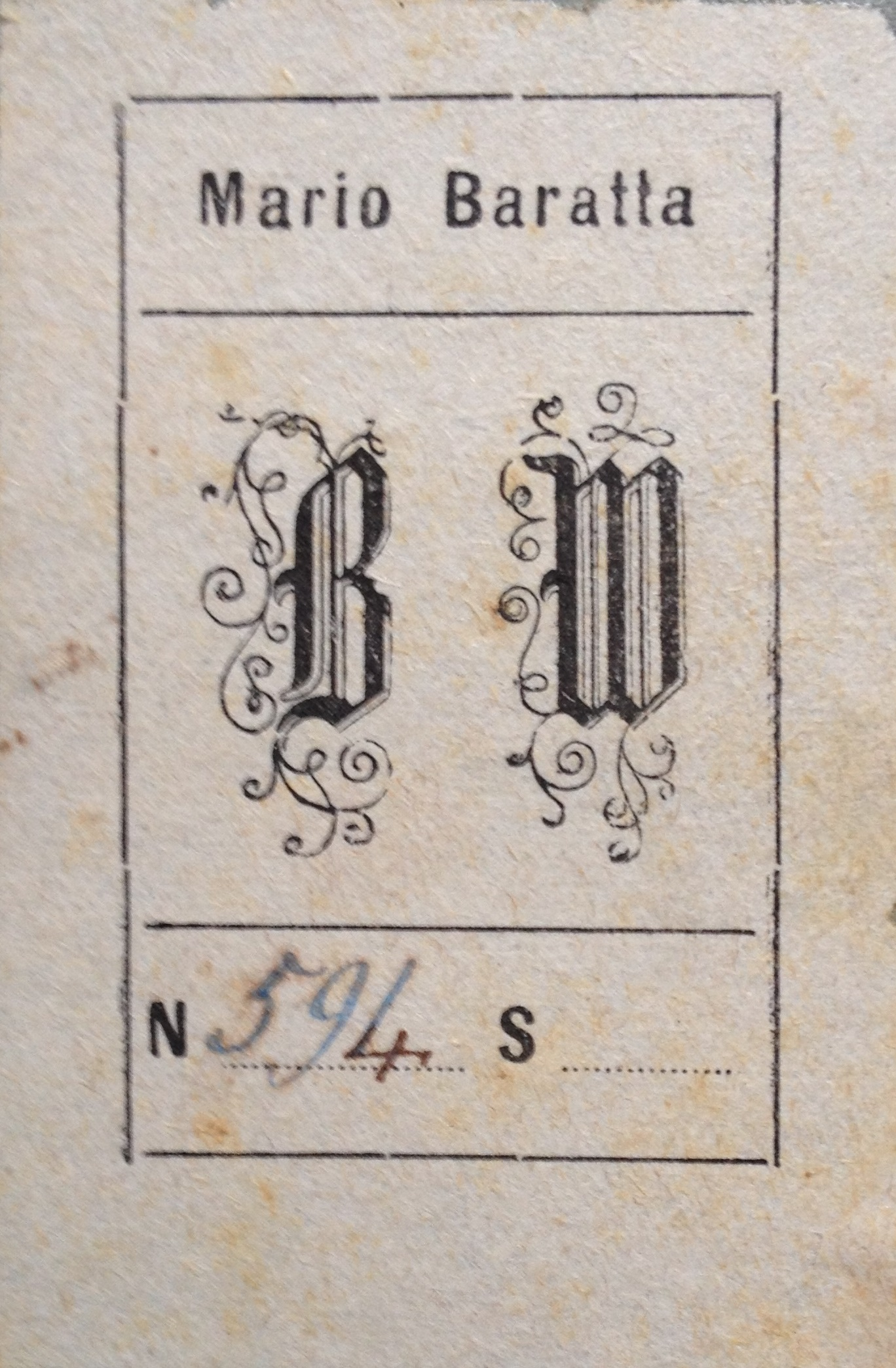
Ex libris di Mario Baratta tipo 1

Notevole fu anche la sua opera cartografica: oltre ad avere elaborato la Carta sismica d'Italia, collaborò con Luigi Visintin alle prime edizioni del Grande Atlante Geografico De Agostini ed all'Atlante della produzione e dei commerci, con Plinio Fraccaro e Luigi Visintin all'Atlante Storico dell'Istituto Geografico De Agostini. Il Grande Atlante testimonia la precoce intuizione degli autori nel rappresentare cartograficamente una grande varietà di fenomeni, non solo fisici. Infatti già nella prima edizione del '22 conteneva varie carte tematiche innovatrici, soprattutto economiche e storiche (cfr. cambiamenti della carta geografica dopo la prima guerra mondiale). Baratta dedicò altresì diversi saggi a temi economici e di geografia economica.

## Il fondo librario e cartografico

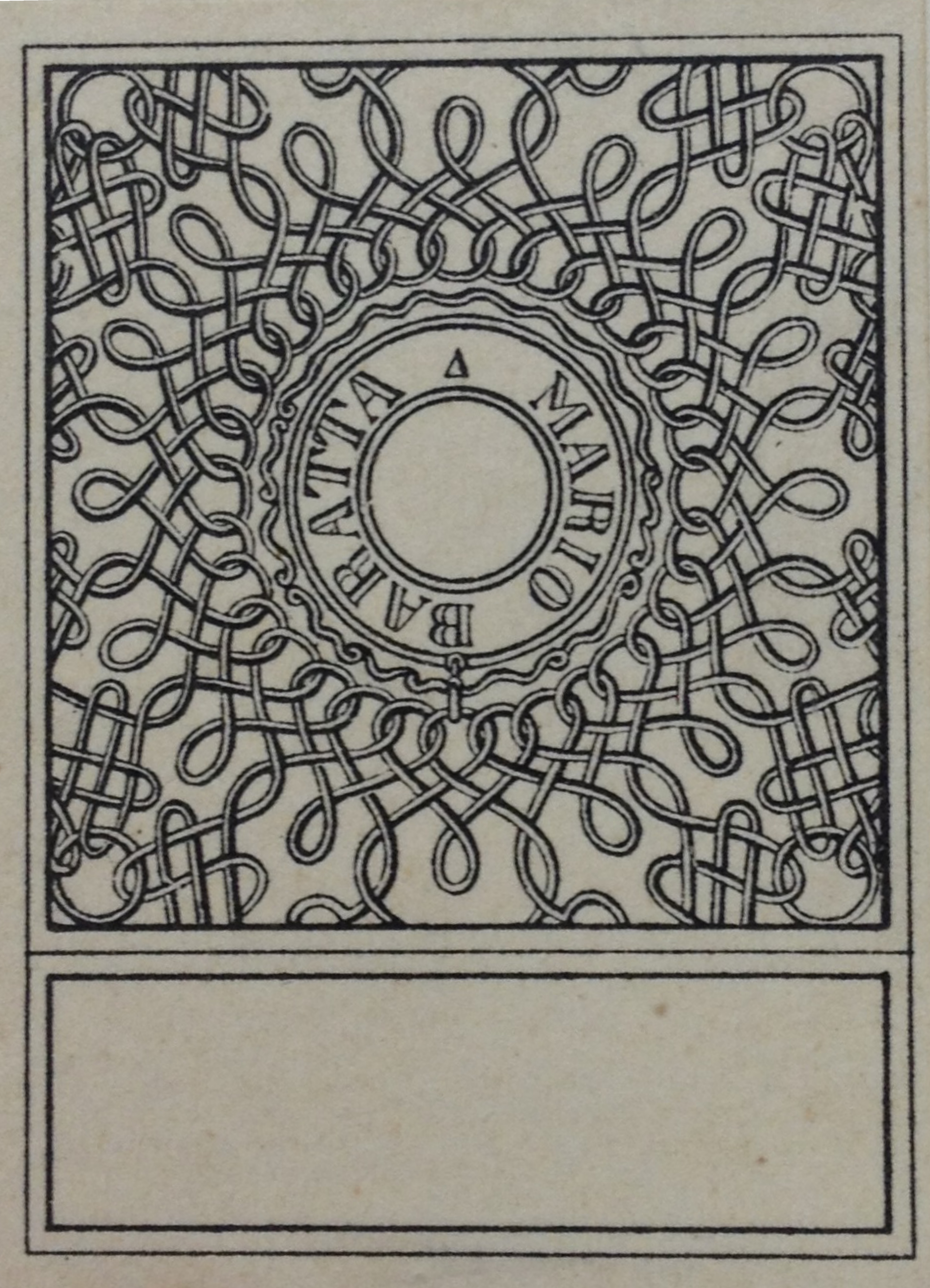
Ex libris di Mario Baratta tipo 2

Appassionato bibliofilo, Baratta raccolse un'ingente biblioteca personale che, dopo la sua morte, il figlio donò all'Università di Pavia dove è attualmente conservata presso la Biblioteca di Studi Umanistici.
Studioso puntuale e sistematico, Baratta iniziò a raccogliere i volumi della sua biblioteca privata in giovane età, molto probabilmente prima della sua laurea (1890) e sicuramente prima del suo insediamento come docente a Pavia, nel 1903. Risalgono infatti al 1898 i primi timbri databili con certezza (“Mario Baratta – 9 Nov. 1898 - Voghera”) con cui egli aveva contrassegnato un primo nucleo di opere; lo stesso timbro, che si differenzia solo per la datazione riportata al centro, identifica anno per anno i volumi che entrarono a far parte della sua collezione almeno fino al 1915.
L'anno dopo la morte dello studioso, avvenuta nel 1935, in una lettera al Rettore Paolo Vinassa de Regny, il figlio di Baratta espresse il desiderio di donare all'allora Istituto di Geografia gran parte dei libri e delle numerose carte geografiche appartenuti al padre, a condizione che venissero conservati e riuniti in una sala dell'Istituto e identificati dalla scritta “Donazione del Prof.re Mario Baratta”. Nella medesima lettera si richiedeva che l'intermediario della transazione fosse l'allora preside della Facoltà di Lettere, Plinio Fraccaro. La donazione venne immediatamente accettata, e il fondo fu opportunamente sistemato nella biblioteca.
Inizialmente fu catalogato su schede cartacee, ancora oggi conservate in uno schedario in ferro collocato presso il Fondo; recentemente è stato ricatalogato e conta attualmente oltre 5400 titoli tra volumi monografici ed opuscoli estratti da periodici (raccolti in 110 scatole). A ciò si aggiunge il materiale non ancora catalogato, in particolare alcuni manoscritti, alcune riproduzioni di dispense di corsi universitari, numerose carte geografiche disegnate a mano, litografie e stampe per un totale di 17 cartelle suddivise in 6 cassetti.
I volumi del fondo sono contrassegnati da 15 tipi di identificativi, tra etichette, ex libris e timbri, compreso quello apposto dalla biblioteca dopo l'accettazione (“Fondo Baratta”). Si presume che l'adozione di diverse tipologie di identificativi abbia accompagnato l'evolversi della carriera dello studioso: ve ne sono infatti alcune che riportano il nome semplice, mentre altre presentano il titolo "dottor". Mentre i timbri si differenziano per l'uso di caratteri e inchiostri diversi, etichette ed ex libris, pur nelle sostanziali differenze, sono accomunati da uno spazio destinato ad accogliere il numero d'ingresso o la collocazione del volume. Il più frequente è quello, descritto da Jacopo Gelli ed Egisto Bragaglia, rettangolare con una tessitura a nodi leonardeschi intorno ad un doppio circolo con il nome dell'autore, e un riquadro dove in alcuni casi è stampato il numero della collocazione. Questo ex libris è riprodotto anche in 2 formati più piccoli.
Da un punto di vista tematico, si tratta di materiale di studio e di approfondimento delle tematiche care a Baratta incentrate sulla situazione idrogeologica dell'Italia, la meteorologia, la didattica della geografia e, in particolare, lo studio e la storia dei fenomeni sismici in Italia alla base di opere come la Carta sismica d'Italia, Sulle aree sismiche italiane (Voghera 1901) e, infine, I terremoti in Italia (Firenze 1936). Tra le opere di maggior rilievo, la bibliografia pressoché completa dei geologi Torquato Taramelli e Federico Sacco, del sismologo Giuseppe Mercalli, del fisico Luigi Palazzo, dell'astrofisico Annibale Riccò e di altri numerosi studiosi delle scienze della terra. Un piccolo nucleo di testi antichi, editi tra il 1626 e il 1830, riguarda nello specifico studi storici di sismologia con specifici riferimenti alle aree del Vesuvio e dell'Etna.